# Parco nazionale della Müritz
Il parco nazionale della Müritz (in tedesco: Nationalpark-Müritz) è un parco nazionale situato a metà strada tra Berlino e Rostock, nel Meclemburgo-Pomerania Anteriore, in Germania.
Si estende su ampie porzioni del Lakeland Müritz nel Circondario della Mecklenburgische Seenplatte.
Fondato nel 1990, si estende su una superficie di 318 km². Nella vicina città di Waren i visitatori possono ottenere informazioni sul parco nazionale presso il Müritzeum.

## Geografia
Il parco nazionale è diviso in due aree separate: Müritz e Serrahn. La prima parte, più grande, si estende dalla sponda orientale del lago di Müritz alla città di Neustrelitz. L'altra parte, più piccola, è situata ad est di Neustrelitz. Le caratteristiche del paesaggio del parco sono costituiti da Morena terminale, piane fluvioglaciali e pianure. Il 65% del territorio è coperto da boschi e il 12% da laghi; l'area rimanente è costituita da paludi e prati.
La Müritz ha una superficie di 118 km², ma solo la sua sponda orientale fa parte del parco nazionale. Le città di Waren e Neustrelitz sono le città più vicine. All'interno del parco nazionale vi sono circa 100 laghi, oltre a molti altri piccoli corsi d'acqua, canali, fossi e ruscelli. Il fiume Havel sorge nella sezione Müritz, nei pressi della spartiacque tra il mar Baltico e il mare del Nord.

## Fauna e flora
Tra gli animali presenti nel parco, si possono osservare il cervo nobile, le gru, l'aquila di mare e il falco pescatore. Altri uccelli nidificandi sono: tarabuso, cannaiola, pettegola, pantana comune, cicogna nera, alzavola, marzaiola e gambecchio comune.
Oltre alla natura incontaminata, sono in generale presenti all'interno del parco nazionale molte piante di ginepro, un tempo utilizzato per il pascolo del bestiame.